# Olivier Dokunengo
Olivier Dokunengo (né le 4 septembre 1979 en Nouvelle-Calédonie) est un ancien joueur de football français (international néo-calédonien), qui évolué au poste de milieu de terrain.
Il est aujourd'hui Secrétaire Général de la Fédération calédonienne de football.

## Biographie

### Carrière en sélection
Avec l'équipe de Nouvelle-Calédonie, il joue 17 matchs (pour un but inscrit) entre 2003 et 2013. 
Il figure dans le groupe des sélectionnés lors des Coupes d'Océanie de 2008 et de 2012, où son équipe atteint à chaque fois la finale.

## Palmarès
| AS Mont-Dore - Championnat de Nouvelle-Calédonie (2) : - Champion : 2010 et 2011. - Coupe de Nouvelle-Calédonie (1) : - Vainqueur : 2009. |  | Nouvelle-Calédonie - Coupe d'Océanie : - Finaliste : 2008 et 2012. |